# Tatár György (labdarúgó)
Tatár György (Miskolc, 1952. szeptember 10. – Miskolc, 2024. április 20.) válogatott magyar labdarúgó, középpályás, edző.

## Pályafutása

### Klubcsapatban
Fiatalként a Diósgyőri VTK-nál atlétikával foglalkozott, középtávfutásban és magasugrásban ért el sikereket. 12 évesen a labdarúgó szakosztályhoz került. 1971-től a pályafutását a Honvéd Papp József SE-nél folytatta. 1973 elején visszatért a DVTK-hoz. Március 4-én a Ferencváros elleni mérkőzésen lépett először a pályára az NB I-ben. Az 1972–73-as szezonban klubja kiesett, de egy évvel később ismét feljutott az NB I-be. 1977-ben és 1980-ban kupagyőztes lett a Diósgyőrrel, az 1978–79-es szezonban pedig a harmadik helyen végeztek a bajnokságban.
Az 1983–84-es szezonban a spanyol CD Castellón együttesében játszott. Sérülési és akklimatizációs problémái miatt 1984-ben fejezte be a pályafutását.

### A válogatottban
1978. szeptember 20-án debütált a magyar válogatottban az 1980-as Európa-bajnokság selejtezőjében Finnország elleni találkozón. A válogatottban összesen 11 mérkőzést játszott és öt gólt szerzett.

## Sikerei, díjai
- Magyar bajnokság
  - 3.: 1978–79
- Magyar kupa (MNK)
  - győztes: 1977, 1980
  - döntős: 1981

## Statisztika

### Mérkőzései a válogatottban
| Magyarország | Magyarország         | Magyarország                    | Magyarország  | Magyarország | Magyarország  | Magyarország       | Magyarország | Magyarország   |
| #            | Dátum                | Helyszín                        | Hazai         | Eredmény     | Vendég        | Kiírás             | Gólok        | Esemény        |
| ------------ | -------------------- | ------------------------------- | ------------- | ------------ | ------------- | ------------------ | ------------ | -------------- |
| 1.           | 1978. szeptember 20. | Helsinki, Olimpiai Stadion      | Finnország    | 2 – 1        | Magyarország  | Eb-selejtező       | -            |                |
| 2.           | 1978. október 11.    | Budapest, Népstadion            | Magyarország  | 2 – 0        | Szovjetunió   | Eb-selejtező       | -            |                |
| 3.           | 1978. október 29.    | Szaloniki, Kaftanzogliu-stadion | Görögország   | 4 – 1        | Magyarország  | Eb-selejtező       | -            |                |
| 4.           | 1978. november 15.   | Frankfurt, Waldstadion          | NSZK          | 0 – 0        | Magyarország  | barátságos         | -            |                |
| 5.           | 1979. március 28.    | Budapest, Népstadion            | Magyarország  | 3 – 0        | NDK           | barátságos         | 1            | 60' 67'        |
| 6.           | 1979. április 4.     | Chorzów, Slask-stadion          | Lengyelország | 1 – 1        | Magyarország  | barátságos         | 1            | 72' 80'        |
|              | 1979. április 18.    | Pitești                         | Románia       | 2 – 0        | Magyarország  | olimpiai selejtező | -            | 72'            |
| 7.           | 1979. május 19.      | Tbiliszi                        | Szovjetunió   | 2 – 2        | Magyarország  | Eb-selejtező       | 1            | 34'            |
|              | 1979. május 30.      | Miskolc-Diósgyőr, DVTK-stadion  | Magyarország  | 3 – 0        | Románia       | olimpiai selejtező | -            | 90'            |
| 8.           | 1979. szeptember 12. | Nyíregyháza                     | Magyarország  | 2 – 1        | Csehszlovákia | barátságos         | 1            | 11'            |
| 9.           | 1979. szeptember 26. | Bécs, Práter-stadion            | Ausztria      | 3 – 1        | Magyarország  | barátságos         | -            | 77'            |
| 10.          | 1979. október 17.    | Debrecen, Nagyerdei stadion     | Magyarország  | 3 – 1        | Finnország    | Eb-selejtező       | 1            | 49'            |
|              | 1979. október 31.    | Wrocław                         | Lengyelország | 1 – 0        | Magyarország  | olimpiai selejtező | -            |                |
|              | 1979. november 14.   | Miskolc-Diósgyőr, DVTK-stadion  | Magyarország  | 2 – 0        | Lengyelország | olimpiai selejtező | -            | 55' (11-esből) |
|              | 1979. november 24.   | Miskolc-Diósgyőr, DVTK-stadion  | Magyarország  | 3 – 0        | Csehszlovákia | olimpiai selejtező | -            | 21'            |
|              | 1980. április 13.    | Prága                           | Csehszlovákia | 3 – 2        | Magyarország  | olimpiai selejtező | -            | 83' (11-esből) |
| 11.          | 1980. november 19.   | Halle, Kurt-Wabbel-Stadion      | NDK           | 2 – 0        | Magyarország  | barátságos         | -            |                |
|              | Összesen             |                                 |               | 11           | mérkőzés      |                    | 5            | gól            |